# Кірово (Брагінський район)
Кі́рово (біл. вёска Кірава) — село в Білорусі, у Брагінському районі Гомельської області. Входить до складу Комаринської селищної ради.
Неподалік села знаходиться міжнародний автомобільний пункт пропуску Комарин — Славутич.
| Білорусь | Це незавершена стаття з географії Білорусі. Ви можете допомогти проєкту, виправивши або дописавши її. |